# エア・ナイジェリア
エア・ナイジェリア（英語：Air Nigeria）は、かつて存在したナイジェリアの航空会社。ムルタラ・モハンマド国際空港をベースに国内線、国際線を運航しており、イギリスのヴァージン・アトランティック航空が49%を出資していた。そのため、「ヴァージン・ナイジェリア」とも呼ばれた。
2009年にナイジェリア国内資本の航空会社として再出発したが、2012年9月に運航を停止した。

## 概要

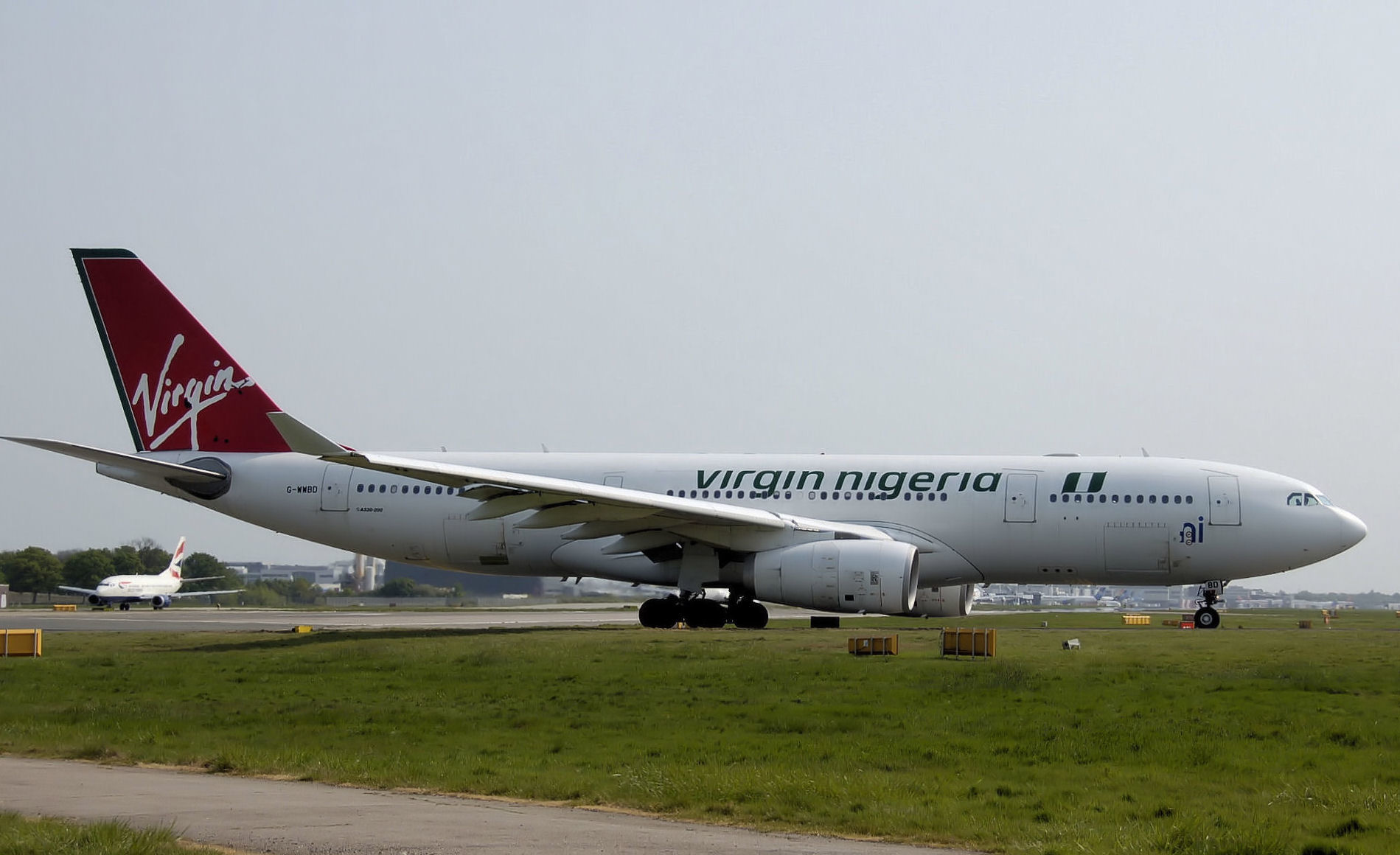
ヴァージン・ナイジェリア塗装のA330

2003年、Nigeria Airwaysが運航を停止した。
これを引き継ぐため、2004年9月28日にナイジェリア政府とイギリスのヴァージン・アトランティック航空は共同でナイジェリアに新しい航空会社、ヴァージン・ナイジェリア航空（Virgin Nigeria Airways）を設立する事で合意。翌年の2005年6月28日にエアバスA340-300でロンドン・ヒースロー空港へ就航を開始。
当時は国内8空港、海外8空港へ就航していて、将来的にジョン・F・ケネディ国際空港、ジョージ・ブッシュ・インターコンチネンタル空港、ワシントン・ダレス国際空港へ就航を予定していた。
2008年にナイジェリア国内線事業についてナイジェリアの航空当局との方針の違いによってヴァージングループが出資の是非を検討し始め、2009年になり長距離国際線の運航停止を実施し、2009年9月、エア・ナイジェリア（Air Nigeria）へと社名変更を公表、ヴァージングループは株式をナイジェリア国内航空会社に売却し撤退、規模を大幅に縮小、2010年6月に社名変更を実施した。

## 就航都市
（2009年1月現在）
| ヴァージン・ナイジェリア航空 | ヴァージン・ナイジェリア航空 | ヴァージン・ナイジェリア航空             | ヴァージン・ナイジェリア航空 | ヴァージン・ナイジェリア航空 |
| ---------------------------- | ---------------------------- | ---------------------------------------- | ---------------------------- | ---------------------------- |
| 国                           | 都市                         | 空港                                     | 備考                         |                              |
| アフリカ                     |                              |                                          |                              |                              |
| ナイジェリア                 | ラゴス                       | ムルタラ・モハンマド国際空港             | ハブ空港                     |                              |
| ガボン                       | リーブルヴィル               | リーブルヴィル国際空港                   |                              |                              |
| 南アフリカ共和国             | ヨハネスブルグ               | ヨハネスブルグ国際空港                   | 2009年1月27日まで            |                              |
| ベナン                       | コトヌー                     | コトヌー空港                             |                              |                              |
| カメルーン                   | ドゥアラ                     | ドゥアラ国際空港                         |                              |                              |
| コートジボワール             | アビジャン                   | フェリックス・ウフェ＝ボワニ国際空港     | 2008年8月4日より             |                              |
| ガーナ                       | アクラ                       | コトカ国際空港                           |                              |                              |
| セネガル                     | ダカール                     | レオポルド・セダール・サンゴール国際空港 |                              |                              |
| ヨーロッパ                   |                              |                                          |                              |                              |
| イギリス                     | ロンドン                     | ロンドン・ヒースロー空港                 |                              |                              |
| イギリス                     | ロンドン                     | ロンドン・ガトウィック空港               | 2009年1月27日まで            |                              |

## 保有機材

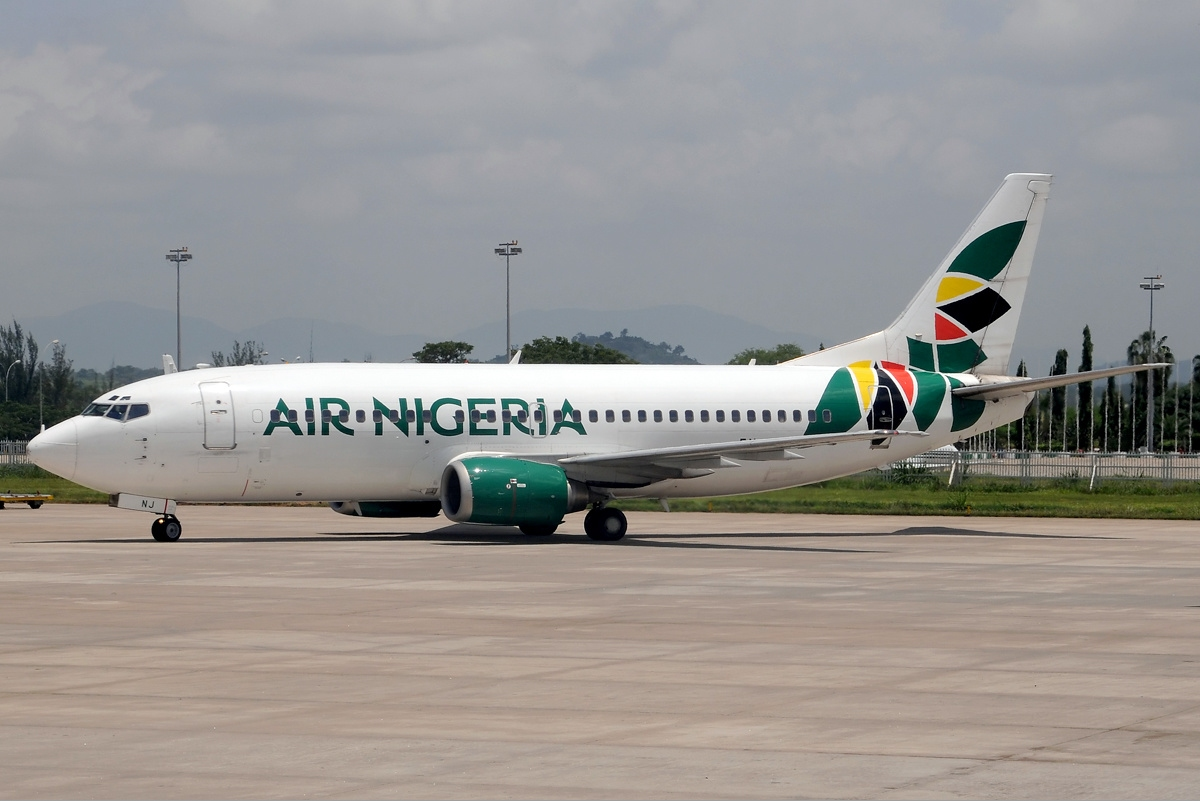
B737

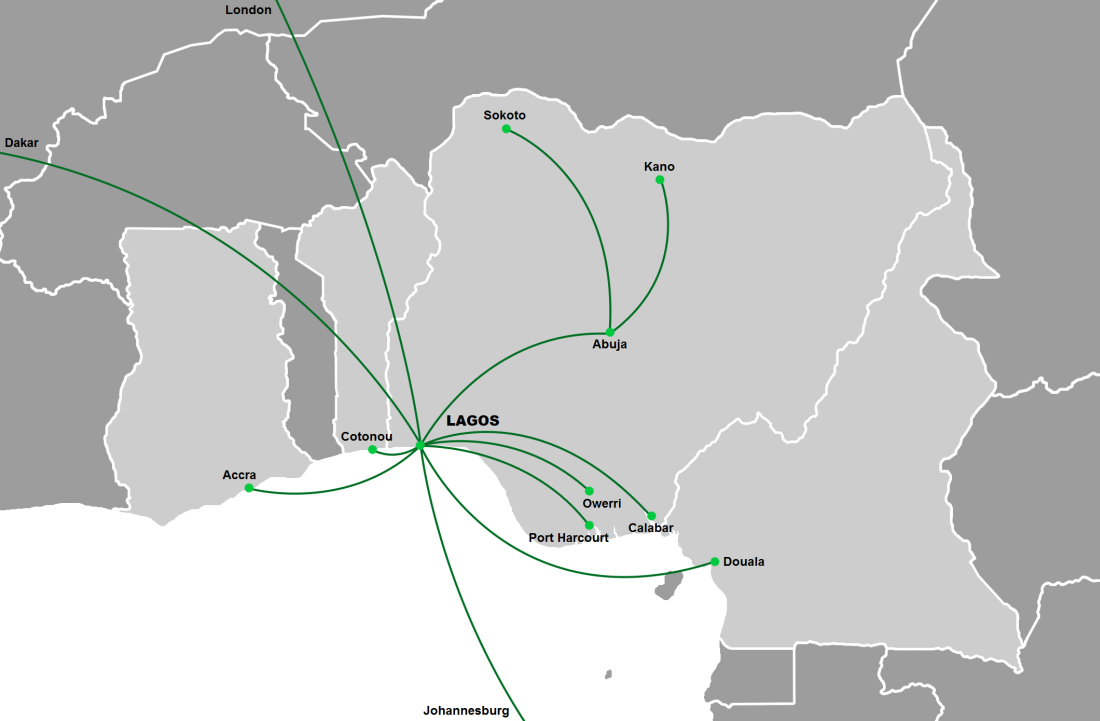
ヴァージン・ナイジェリア航空 ルートマップ

- ボーイング737-800 8機
- ボーイング737-400 1機
- エンブラエル 190 2機

(2011年6月現在)